# イセトエムケブC
イセトエムケブC（Isetemkheb C）は、古代エジプト第21王朝時代の王女。彼女はまた、当時上エジプト全体を支配していたアメン大司祭国家の司祭であるメンケペルラーの妻でもあった。

## 親族
イセトエムケブCは、プスセンネス1世とウィアイの娘であることが確認されている。
イセトエムケブCは、彼女の叔父にあたる大司祭メンケペルラーと結婚した。知られている限り、彼女はメンケペルラーの唯一の妻でもあった。